# خاوي الوفاض
خاوي الوفاض أو خالي الوفاض تعبير لغوي في العربية، يُستعمل في الجمل الوصفية للدلالة على نتيجة مخيبة أو نتيجة منعدمة وغير مُتوقعة سلبيا.
يُستعمل هذا التعبير عادة مع فعل «عاد» للدلالة أنه تم بذل مجهود للظفر بنتائج إيجابية أو الحصول على مستحقات غير بعيدة المنال لكن العودة كانت بيدين فارغتين.